# ماسايا ماتسكازي
ماسايا ماتسُكازي (松風雅也 ماتسُكازي ماسايا) (اسمه الحقيقي ماسايا واتانابي (渡邉政也 واتانابي ماسايا)) هو ممثل ياباني ولد في 9 سبتمبر 1976 في فُكُشيما.

## أدواره في الأنمي

### مسلسلات أنمي تلفزيونية
- ميجامان محارب النت - ممتاز
- نادي مضيفي ثانوية أوران - كيويا أوتوري
- مذكرة الموت - تيرو ميكامي
- بلاسريتر - جوزيف جوبسون
- جيغوكو شوجو - رين إيتشيموكو
- جيغوكو شوجو فوتاكوموري - رين إيتشيموكو
- جيغوكو شوجو ميتسوغاناي - رين إيتشيموكو
- أوكيكو فوريكابوتيه - موتوكي هارونا
- ون أوتس - إيتسكي تاكامي
- ابنة ذو العشرين وجه - كين
- شيون نو أو - ساتورو هاني
- ويتشبليد - يوسكي توزاوا
- نودامي كانتابيلي - ياسُنوري كوروكي
- نودامي كانتابيلي: باريس - ياسُنوري كوروكي
- داركر ذان بلاك -جوزاء النيزك- - أوغست 7
- دورارارا!! - موريتا
- دورارارا!! ×2 المقدمة - موريتا
- فايري تايل - رين أكاتسكي
- الأرجوحة الطائرة - شينبيه
- كاتيكيو هيتمان ريبورن! - العم كاواهيرا
- دانغانرونبا ذي أنيميشن - ياسوهيرو هاغاكوري
- ما وراء الحدود - ميروكو فوجيما
- فود وورز! - هيرومي سينا
- القناص - إليومي زولديك.

### أنمي الإنترنت
- سيلور مون كريستال - زويسايت

### أوفا أنمي
- أوكيكو فوريكابوتّيه: أساسيات الأساسيات - موتوكي هارونا

### أفلام أنمي
- سلسلة أفلام كود جياس أكيتو المنفي
  - كود جياس أكيتو المنفي: الفصل الأول «وصول التنين» - شين هيوغا شاينغ
  - كود جياس أكيتو المنفي: الفصل الثاني «انقسام التنين» - شين هيوغا شاينغ

## أدواره في ألعاب الفيديو
- تيلز أوف هارتس - هيسوي هارتس
- دانغانرونبا: تريغر هابي هافوك - ياسوهيرو هاغاكوري

## وصلات خارجية
- ماسايا ماتسكازي على موقع IMDb (الإنجليزية)
- ماسايا ماتسكازي على موقع ميوزك برينز (الإنجليزية)
- ماسايا ماتسكازي على موقع قاعدة بيانات الفيلم (الإنجليزية)
- ماسايا ماتسكازي على موقع كينوبويسك (الروسية)
- ماسايا ماتسكازي على موقع ANN person (الإنجليزية)